# Melkerscharte

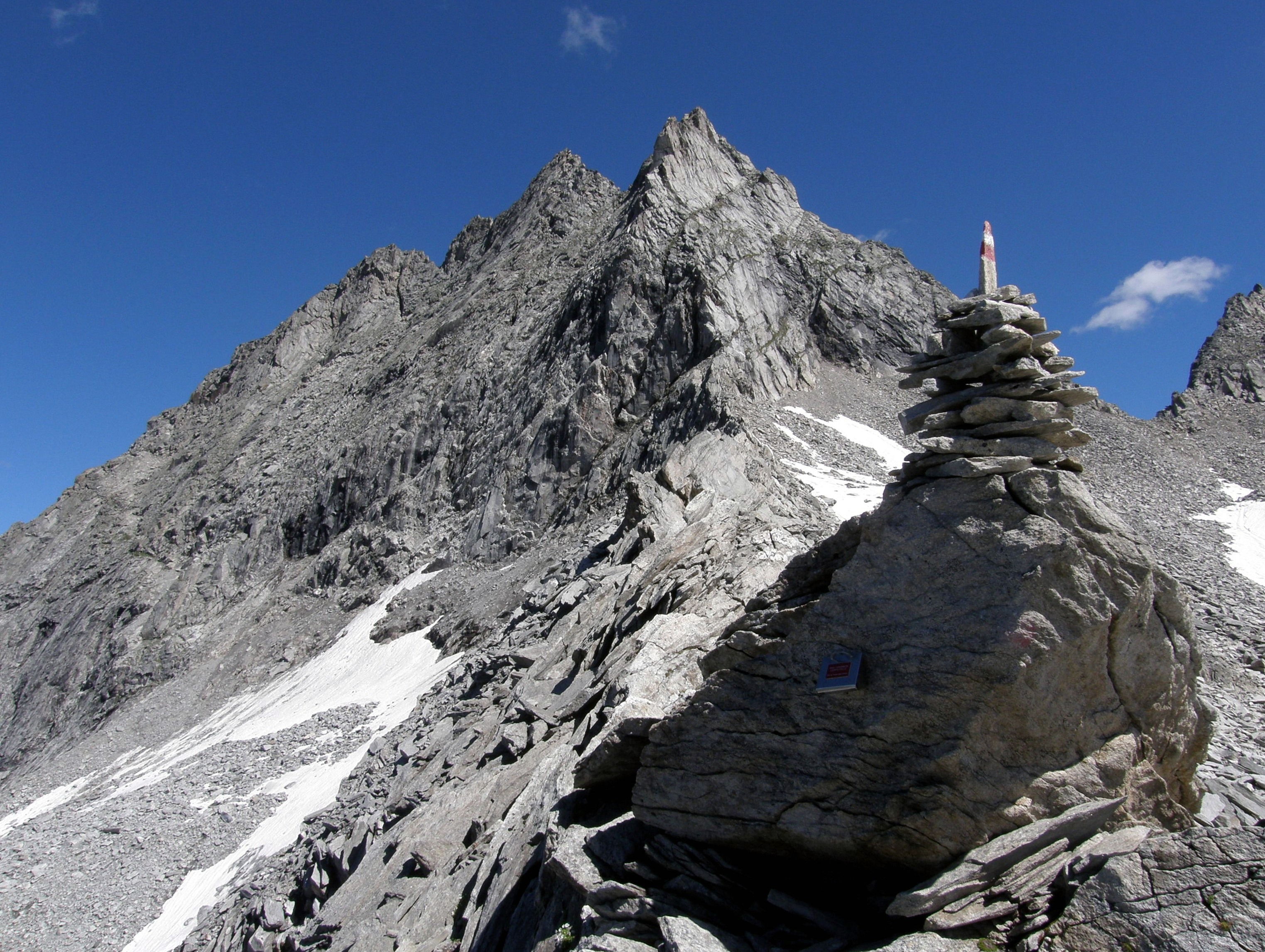
Melkerscharte vor Zsigmondyspitze

Die Melkerscharte stellt den hochalpinen Übergang zwischen den Tälern Zemmgrund und Gunggl in den Zillertaler Alpen (Tirol, Österreich) dar.
Sie liegt auf einer Höhe von 2814 Metern zwischen den Berggipfeln Plattenkopf (2899 m), der auch Melkerschartenspitze genannt wird, und Zsigmondyspitze (3089 m). Über die Melkerscharte führt der AV-Wanderweg 522, der oberhalb von Ginzling beginnt, durch die gesamte Gunggl verläuft und südlich der Melkerscharte im Zemmgrund auf den Berliner Höhenweg mündet.